# サン・ピエトロ・インフィーネ
サン・ピエトロ・インフィーネ（伊: San Pietro Infine）は、イタリア共和国カンパニア州カゼルタ県にある、人口約790人の基礎自治体（コムーネ）。

## 地理

### 位置・広がり

#### 隣接コムーネ
隣接するコムーネは以下の通り。括弧内のFRはフロジノーネ県、ISはイゼルニア県（モリーゼ州）所属を示す。
- ミニャーノ・モンテ・ルンゴ
- サン・ヴィットーレ・デル・ラーツィオ (FR)
- ヴェナフロ (IS)

### 気候分類・地震分類
サン・ピエトロ・インフィーネにおけるイタリアの気候分類 (it) および度日は、zona C, 1324 GGである。
また、イタリアの地震リスク階級 (it) では、zona 2 (sismicità media) に分類される。